# Rio Branco FC
Rio Branco Football Club, oftast enbart kallade Rio Branco, är en fotbollsklubb från staden Rio Branco i delstaten Acre i Brasilien.

## Historia
Den 8 juni 1919 grundades klubben av advokaten Luiz Mestrinho Filho, en släkting till guvernör Gilberto Mestrinho.
År 1947 vann klubben det första delstatliga mästerskapet Campeonato Acriano, som organiserades av Acre State Football Federation. Från 1955 till 1957 vann Rio Branco tre delstatsmästerskap i rad. Sedan dess har klubben varit bland de mest framgångsrika klubbarna i Acre och hade 2011 vunnit mästerskapet 27 gånger.
Rio Branco vann den första upplagan av Copa Norte 1997, och slog Remo från delstaten Pará i finalen. Rio Branco fick rätten att tävla i det årets Copa Conmebol. Klubben slogs ut i den första omgången av Copa Conmebol, av Deportes Tolima, Colombia, efter att ha förlorat i straffläggningen. Från 2002 till 2005 vann Rio Branco fyra delstatsmästerskap i rad.